# アナポリス (原子力潜水艦)
|          |                                           |
| 艦歴     |                                           |
| 発注     | 1986年3月21日                             |
| 起工     | 1988年6月15日                             |
| 進水     | 1991年5月18日                             |
| 就役     | 1992年4月11日                             |
| その後   | 就役中                                    |
| 母港     | グアム アプラ港                           |
| 性能諸元 |                                           |
| 排水量   | 満載：6,927 トン、基準：6,000 トン        |
| 全長     | 110.3 m (362 ft)                          |
| 全幅     | 10 m (33 ft)                              |
| 喫水     | 9.4 m (31 ft)                             |
| 最大速   | 水上25 kt (46 km/h)、水中30+ kt (56 km/h) |
| 潜行深度 | 290 m (950 ft)                            |
| 機関     | S6G reactor 1基                           |
| 乗員     | 士官12名、兵員115名                       |
| 兵装     |                                           |
| モットー |                                           |
|          |                                           |

アナポリス(USS Annapolis, SSN-760)は、アメリカ海軍のロサンゼルス級原子力潜水艦の49番艦。艦名はアメリカ海軍兵学校の所在するメリーランド州アナポリスに因んで命名された。その名を持つ艦としては護衛空母ギルバート・アイランズを通信中継艦(AGMR-1)に改造した際に改名して以来4隻目。

## 艦歴
アナポリスの建造は1986年3月21日にコネチカット州グロトンのジェネラル・ダイナミクス・エレクトリック・ボート社に発注され、1988年6月15日に起工した。1991年5月18日にミャーナ・F・コーダラー夫人によって命名、進水し、1992年4月11日にリチャード・サーヴィングハウス艦長の指揮下就役した。
アナポリスは2003年4月23日にメンテナンスのためにポーツマス海軍造船所入りした。
2009年、アメリカ海軍の南極潜水艦研究所とワシントン大学が共同で行った南極の特殊環境下での耐久訓練に、ヘレナ (原子力潜水艦)とともに参加した。
2019年4月5日、日本の横須賀港に初入港。翌2020年12月11日にも同港に入港するなど、西太平洋での活動が目立つようになった。2022年3月28日にグアム海軍基地に入港し、母港を同基地へ移転した。
2022年9月30日には、日本海で行われたアメリカ、日本、韓国による共同訓練に参加したことが公表されている。